# Cal Serra (Juneda)
Cal Serra és una obra de Juneda (Garrigues) inclosa a l'Inventari del Patrimoni Arquitectònic de Catalunya.

## Descripció
És una casa composta de baixos, dues plantes i terrassa. Façana amb ornamentacions de tipus floral i coronament amb les inicials "J. S.". És un exemple de proporció i armonia, feta d'obra vista estucada. Durant la dècada de 1960-1969 va ser variada la gran porta d'entrada, però aquesta reforma no altera sensiblement la composició del conjunt. Exteriorment la part més malmesa correspon a la cornisa i a la barana de la terrassa.

## Història
L'any 1912 va ser inaugurada aquesta casa encomanada pel seu propietari Sr. Josep Sedó. Avui l'interior conserva totes les característiques de l'època: elements ornamentals modernistes i els sostres pintats, predominant els motius florals i escenes del camp. Sembla que fa temps els baixos de la casa havien allotjat el primer banc de Juneda, anomenat "Hispano Colonial". Més tard fou absorbit pel Banc Central. El nom Serra, pel qual és coneguda la casa, correspon al malnom de la família. Consta que la casa fou feta pel Sr. Madrona, mestre d'obres de Bràfim.